# Leon Nowodworski

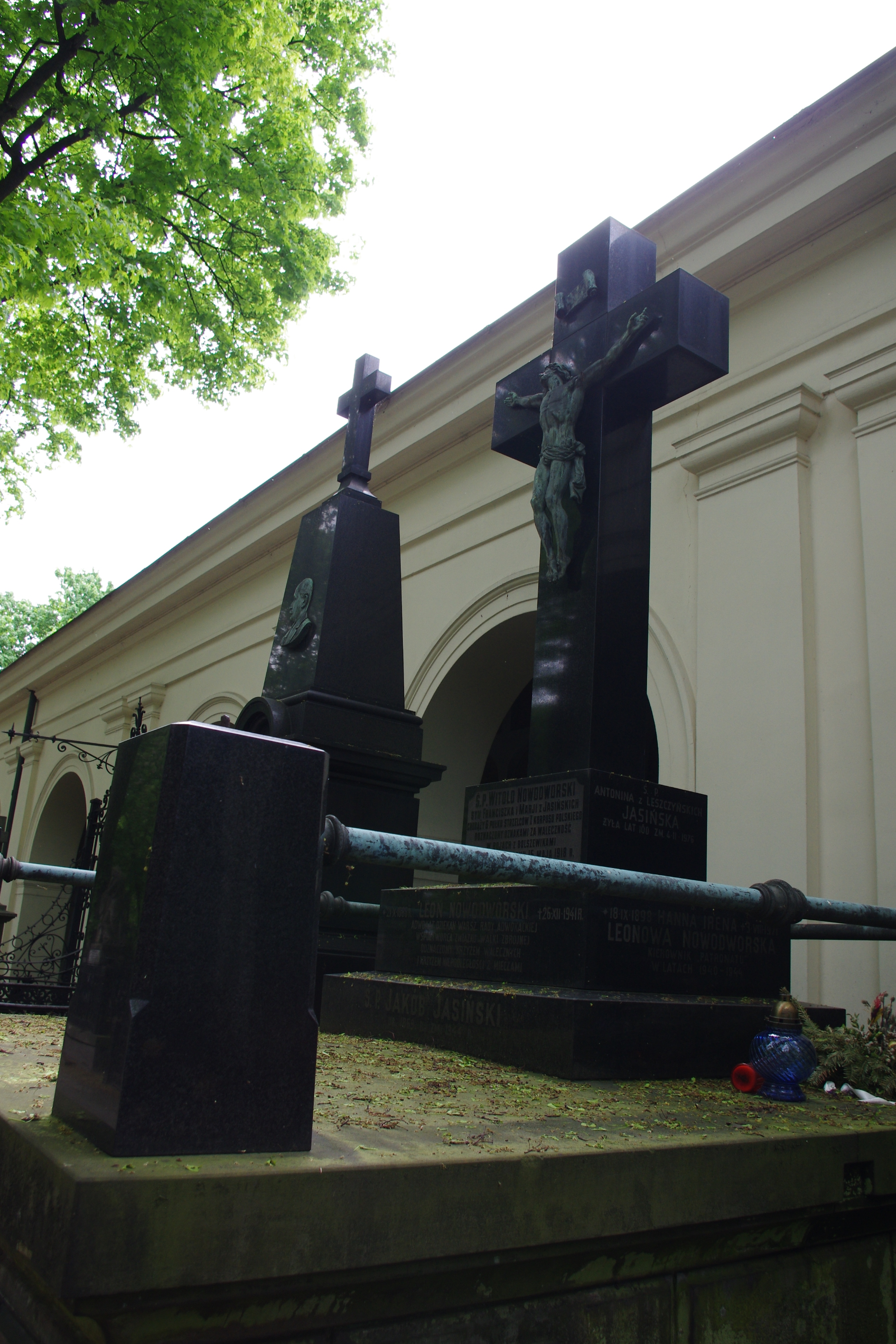
Grób adwokata Leona Nowodworskiego w Alei Katakumbowej na Starych Powązkach w Warszawie

Leon Nowodworski (ur. 25 października 1889, zm. 26 grudnia 1941) – adwokat, radca prawny banków, dziekan Rady Adwokackiej, działacz społeczny związany z Narodową Demokracją, komisarz cywilny przy Dowództwie Głównym Służby Zwycięstwu Polski, członek Głównej Rady Politycznej.

## Życiorys
We wrześniu 1939 członek Komisariatu Cywilnego przy Dowództwie Obrony Warszawy oraz Komitetu Obywatelskiego przy dowódcy Armii „Warszawa”. W późniejszym czasie Dyrektor Departamentu Sprawiedliwości w Delegaturze Rządu na Kraj.
Na początku okupacji niemieckiej sprzeciwił się wykreśleniu Żydów z listy adwokackiej, czego domagały się niemieckie władze okupacyjne, mimo że przed wojną poparł getto ławkowe. Według Archiwum Ringelbluma:

Nowodworski i inni adwokaci siedzą w więzieniu z powodu Żydów. Wezwano i zapytano, jaki jest ich stosunek do paragrafu aryjskiego. Odparli, że w okresie wojny kwestia ta jest nieaktualna.

Pochowany na Powązkach (pod katakumbami, grób 73/74). 12 sierpnia 1954 został odznaczony pośmiertnie Krzyżem Niepodległości Polski Podziemnej z Mieczami przez  Prezydenta RP na Wychodźstwie Augusta Zaleskiego.
Syn adwokata i polityka Franciszka Nowodworskiego, bratanek Jana Edwarda Nowodworskiego, prawnuk prezydenta Włocławka Franciszka Nowodworskiego.

## Wspomnienie
- B. Suligowski, Pogrzeb dziekana, „Palestra“, 27, 1983, 8 (308), s. 24-25.